# Ryszard Cieśla
Ryszard Cieśla (ur. w Tyczynie) – polski śpiewak operowy (baryton) i pedagog. Brat śpiewaka operowego Roberta Cieśli.

## Życiorys
Absolwent Akademii Muzycznej im. Fryderyka Chopina w Warszawie (1983, klasa prof. Romana Węgrzyna). Dziekan Wydziału Wokalnego (2005-2008), Prorektor ds. dydaktyki (2008-2002), Dziekan Wydziału Wokalno-Aktorskiego (2012-2016 i od 2016-nadal) Uniwersytetu Muzycznego Fryderyka Chopina. Profesor nauk muzycznych (2012). 
Solista Teatru Wielkiego – Opery Narodowej w Warszawie (od 1983). Laureat II nagrody na 33. Międzynarodowym Konkursie Wokalnym w ’s-Hertogenbosch (1986). Kawaler Krzyża Kawalerskiego Orderu Odrodzenia Polski (2010).

## Wybrane partie operowe
- Ali (Włoszka w Algierze, Rossini)
- Figaro (Wesele Figara, Mozart)
- Janusz (Halka, Moniuszko)
- Jelecki (Dama pikowa, Czajkowski)
- Jezuita, Rangoni (Borys Godunow, Musorgski)
- Marceli (Cyganeria, Puccini)
- Papageno (Czarodziejski flet, Mozart)
- Ping (Turandot, Puccini)
- Urok (Manru, Paderewski)
- Walenty (Faust, Gounod)